# Titokban Hongkongban
A Titokban Hongkongban (eredeti cím: Banzaï) 1983-ban bemutatott francia kaland-filmvígjáték, melyet Claude Zidi rendezett. A főszerepben Coluche látható.  
A filmet Franciaországban 1983. március 23-án mutatták be, Magyarországon DVD-n jelent meg szinkronizálva.

## Cselekmény
Michel Bernardin a francia „Planète Assistance” cégnél dolgozik, amely a francia utazók külföldre utazása közben felmerülő problémák segítésére szakosodott. Michel gond nélkül, fejből útba igazít bárkit a Szaharában történt balesetével kapcsolatban, hogy merre található a legközelebbi szerviz, akik a javítást el tudják végezni. Ismeri az összes trópusi betegség tüneteit és az azokra alkalmazható módszereket.
Michelnek hirtelen a terepen kell gondoskodnia a biztosítottak igényeiről, ami szokatlan számára. Michelnek tevékkel kell foglalkoznia Tunéziában és utcai bandákkal New Yorkban.
Eközben Isabelle Londonban vagy Oslóban tartózkodik.  Sűrű telefonos hívásokkal tartják egymással a kapcsolatot. Mindketten úgy tesznek, mintha Párizsban lennének.
Isabelle, Michel menyasszonya, végül otthagyja légiutas-kísérői állását, hogy több időt tölthessenek együtt. 
Michel a maga részéről külföldi missziókkal van megbízva, miközben mindent megtesz, hogy Párizsban maradjon, és az adminisztratív feladatokkal foglalkozzon, éppen a repülési fóbiája miatt. Hogy ne aggódjon Isabelle, úgy dönt, hogy nem mond neki semmit.
Sophia fedezi Isabelle hazugságait, míg az irodai haverok fedezik Michel hazugságait, mindezek a félreértések azt eredményezik, hogy a pár útjai - teljesen akaratlanul - Hongkongban keresztezik egymást.
Amikor mindketten egyszerre tesznek nem kívánt látogatást Hongkongban, bekövetkezik az elkerülhetetlen, és lelepleződik a csalás. Michel és Isabelle egy nagyvárosi bűnténybe keveredik.

## Szereplők
- Coluche – Michel Bernardin
- Valérie Mairesse – Isabelle Parisse
- Marthe Villalonga – Madame Bernardin
- Éva Darlan – Carole
- Zabou Breitman – Sophia
- Didier Kaminka – Paul kuzin
- Pascal N'Zonzi – Rendőrfőnök
- François Perrot – A "Mondial S.O.S." főnöke

## Fordítás
- Ez a szócikk részben vagy egészben  a   Banzaï című angol Wikipédia-szócikk fordításán alapul.  Az eredeti cikk szerkesztőit annak laptörténete sorolja fel. Ez a jelzés csupán a megfogalmazás eredetét és a szerzői jogokat jelzi, nem szolgál a cikkben szereplő információk forrásmegjelöléseként.